# 17792 Kathconnelly
17792 Kathconnelly è un asteroide della fascia principale. Scoperto nel 1998, presenta un'orbita caratterizzata da un semiasse maggiore pari a 2,591417 UA e da un'eccentricità di 0,166292, inclinata di 18,502468° rispetto all'eclittica. Ha un diametro di 9,499 km. Ha un periodo di rotazione di 13,934 ore.